# Taxi Driver: A XXX Parody
Taxi Driver: A XXX Parody ist eine Porno-Parodie aus dem Jahr 2011 auf den Film Taxi Driver von Martin Scorsese aus dem Jahr 1976.

## Handlung
Travis Bickle ist ein Taxifahrer, der von der Korruption und der Geilheit, die er in der Welt um sich herum findet, äußerst enttäuscht ist. Dieses Unbehagen wächst in ihm, bis er letztendlich keine andere Wahl hat, als die Dinge auf entschieden blutige Weise selbst in die Hand zu nehmen. Er lernt dabei die junge Schönheit Betsy kennen, mit der er ein Verhältnis eingeht.

## Auszeichnungen
- 2012: XBIZ Award – Best Actor Feature Movie (Tommy Pistol)
- 2012: XRCO Award – Best Parody (Drama)[1]
- 2012: AVN Award – 8 mal nominiert